# Observatoire du Mont Pleasant
L'Observatoire du Mont Pleasant est un observatoire de radioastronomie situé en Tasmanie, au sud de l'Australie. Situé à 20 km à l'est de Hobart, il est détenu et exploité par l'Université de Tasmanie.

## Équipement

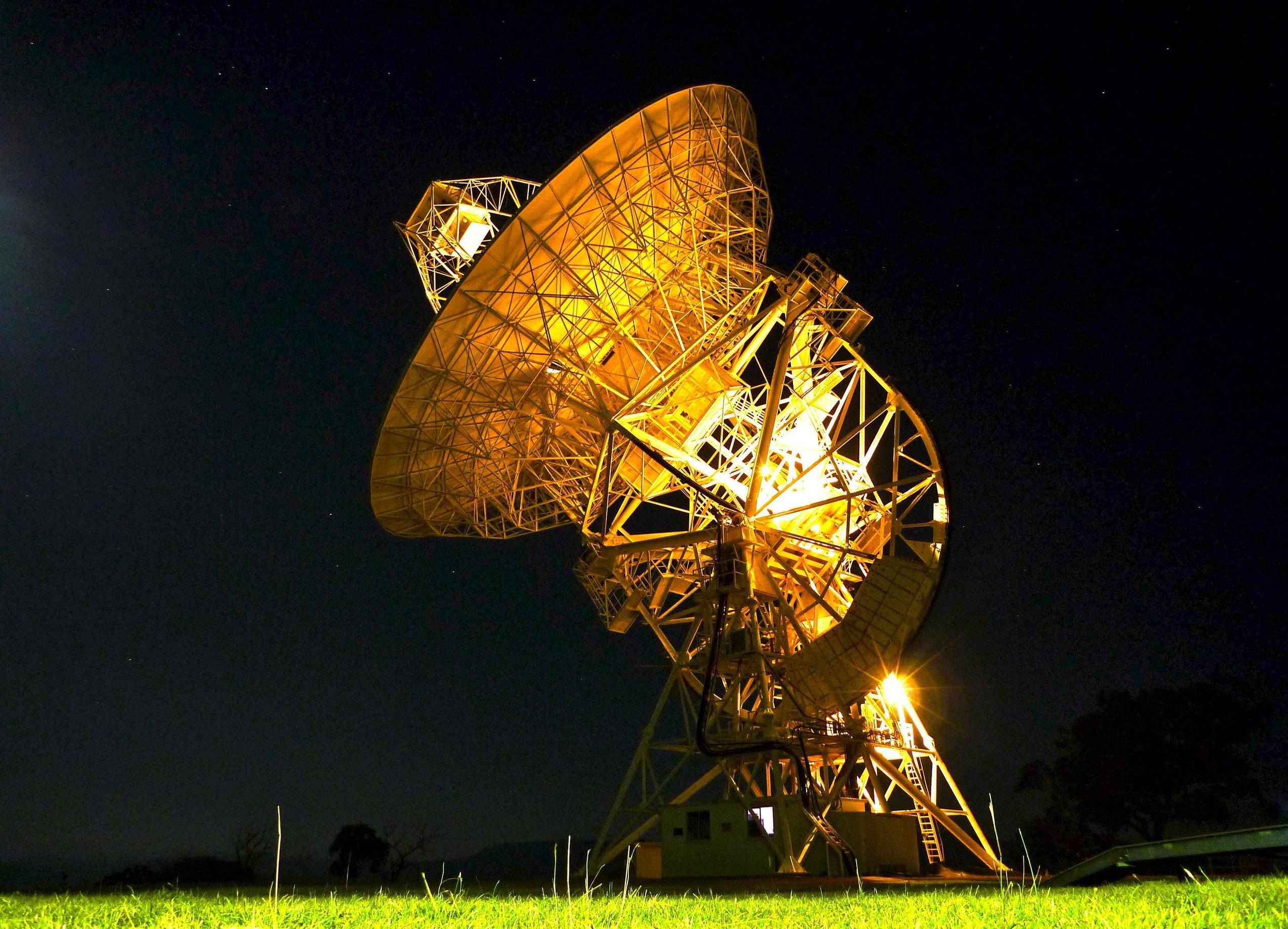
L'observatoire du Mont Pleasant, de nuit.

L'observatoire possède deux radiotélescopes, un télescope de 26 m de diamètre appelé Mount Pleasant et un de 14 m appelé Vela. Ils sont tous deux incorporés dans le réseau australien d'interférométrie à très longue base. L'observatoire a été relié en 2007 au campus de l'Université de Tasmanie à Hobart par un câble à fibre optique de 25 km de long.  
Construit en 1965, le télescope Mount Pleasant fait originellement partie de l'Orroral Valley Tracking Station jusqu'à sa fermeture, en 1985. 
Le télescope Vela a été construit en 1981 pour observer le pulsar de Vela. Le télescope a permis de suivre le pulsar 18 heures par jour, presque en continu pendant plus de 20 ans. 
L'observatoire accueille également un musée consacré au radioastronome américain Grote Reber. 